# Tatamibari

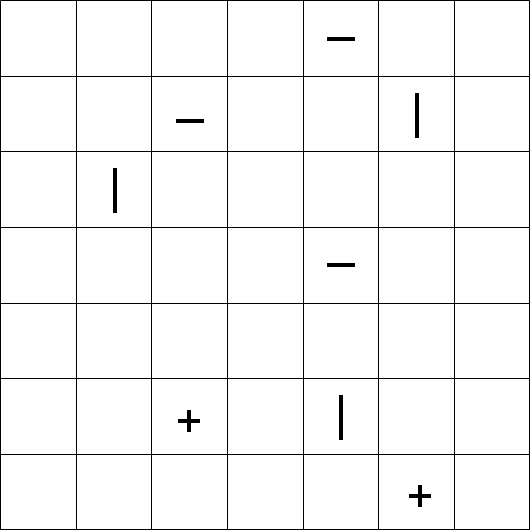

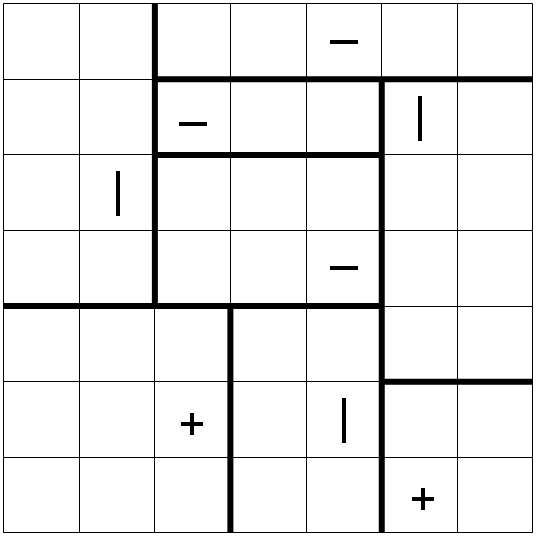
oplossing

Tatamibari (Japans :タタミバリ) is een logische puzzelsoort die werd ontworpen en gepubliceerd door puzzeluitgeverij Nikoli.
De puzzel is gebaseerd op Japanse tatamimatten.

## Spelregels
Een Tatamibari puzzel wordt gespeeld op een rechthoekig diagram met drie verschillende soorten symbolen: +, - en |.
Het diagram moet worden verdeeld in vakken die voldoen aan de volgende regels:
- Elk vak bevat precies één symbool.
- Elk +-teken staat in een vierkant.
- een | symbool moet worden opgenomen in een rechthoek met een grotere hoogte dan breedte.
- Een - symbool moet in een rechthoek staan met een grotere breedte dan hoogte.
- Vier stukken delen nooit dezelfde hoek.

Tatamibari-puzzels zijn een NP-volledig probleem.